# دانشگاه آلاسکا در انکوریج

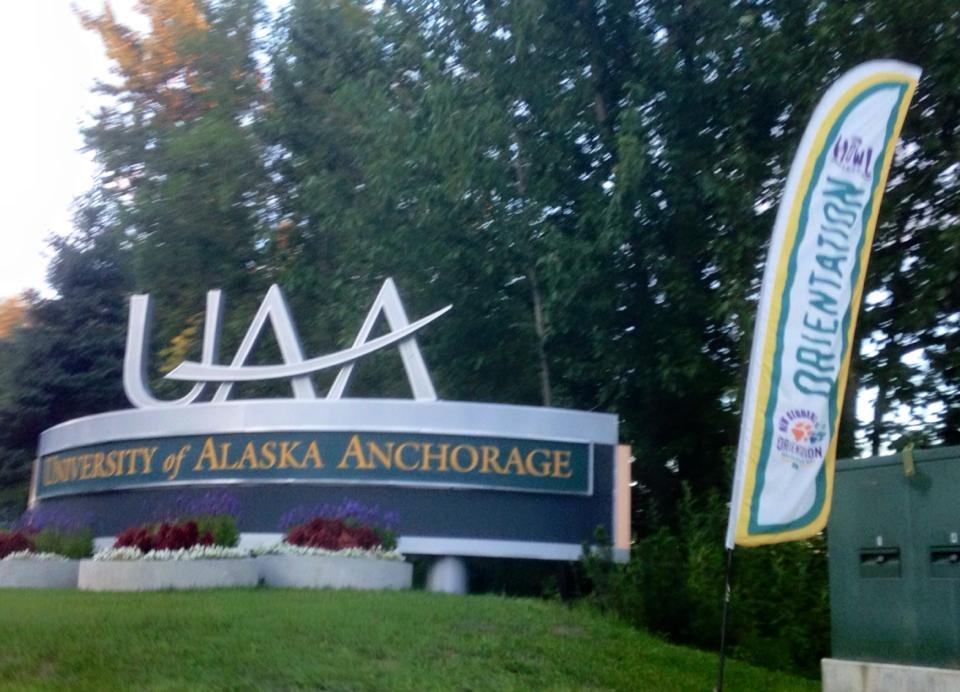
ورودی اصلی

دانشگاه آلاسکا در انکوریج (به انگلیسی: University of Alaska Anchorage) یکی از دانشگاه‌های ایالات متحده آمریکا و واقع در ایالات انکوریج است.